# Heijen
Heijen is een dorpskern van de gemeente Gennep, in de Nederlandse provincie Limburg. Het maakte voor de toevoeging aan Gennep in 1973, deel uit van de gemeente Bergen. De plaats ligt hemelsbreed 21 kilometer ten zuiden van Nijmegen en 16 kilometer ten noorden van Venray. Op 1 januari 2023 telde Heijen 2.520 inwoners.

## Geschiedenis
Reeds omstreeks 500 v.Chr. was er sprake van bewoning op de Diekendaal.
Heijen was een eigen heerlijkheid met een schepenbank. Het gebied maakte deel uit van het Hertogdom Kleef. Reeds in 1288 werd het Huis Heijen vermeld, in de nabijheid waarvan het dorp zich ontwikkelde. Omstreeks 1400 werd het Huis Heijen bewoond door Hendrik van Spaenrebock.
In 1682 werd, voor zover bekend, Diekendaal voor het eerst op een landkaart ingetekend. Deze werd vervaardigd door Nicolaes Visscher. Heijen werd door Frederik de Wit in 1688 voor het eerst op een landkaart ingetekend. Rond die tijd wierpen lokale inwoners de boerenschans van Heijen op om zich te kunnen beschermen bij gevaar.
In het kader van de Franse Revolutie werden de heerlijkheden in 1798 vervangen door communes naar Frans model. Daarna zijn in 1800 de kleinere communes tot één mairie samengevoegd. Vanaf dat moment hoort Heijen tot de gemeente Bergen. In 1973 werd Heijen aan de gemeente Gennep toegevoegd.
Vanaf 1913 tot 1944 had Heijen een halteplaats aan de tramlijn van de Maas-Buurtspoorweg.
Op 10 mei 1940 werd Heijen in de vroege ochtend bezet door de Duitsers. Zij trokken via de Boxmeerseweg naar de Maas. Hier stuitte het Duitse leger op verzet van de Nederlanders aan de Brabantse zijde van de Maas. Hevige gevechten volgden. Soldaten van beide kanten, en vee, werden gedood.
In oktober 1944 moeten de inwoners op bevel van de bezetters evacueren naar het noorden van Nederland. De Gerardamolen werd door de Duitse troepen opgeblazen. In april en mei van het jaar 1945 kwamen de meeste geëvacueerde inwoners terug.
In 1969 werd, ten noorden van Heijen, een industriehaven aangelegd. In 1974 werd een begin gemaakt met het kanaliseren van de Maas, hierdoor verviel het pontje tussen Heijen en Boxmeer.

## Bezienswaardigheden
Heijen werd zwaar beschadigd in 1944, en daarna heropgebouwd. We vinden er de volgende bezienswaardigheden:
- Huis Heijen, een kasteel van omstreeks 1600
- De Sint-Dionysiuskerk uit 1955

## Natuur en landschap
Heijen ligt aan de Maas op een hoogte van ongeveer 14 meter. Ten westen van Heijen ligt een uiterwaard, waar ook het Huis Heijen zich bevindt. Een Maasbocht is door rechttrekken van de Maas verdwenen. Ten zuidoosten ligt nog een oude Maasarm, het Lange Ven. Ten noorden van Heijen ligt een industriehaven met bedrijventerrein. Ten oosten van Heijen ligt het Heijense Bos, een naaldbosgebied op rivierduin, wat aansluit op het bungalowpark Het Heijderbos.
Ten zuiden van Heijen loopt de Rijksweg 77 en ten zuiden daarvan ligt, op Heijens grondgebied, de buurtschap Diekendaal, eveneens met een camping en een bungalowpark.

## Evolutie van aantallen inwoners
Cijfers volgens de gemeente Gennep.
| 2007 | 2008 | 2009 | 2010 | 2011 | 2016 | 2017 | 2019 | 2021 | 2023 |
| ---- | ---- | ---- | ---- | ---- | ---- | ---- | ---- | ---- | ---- |
| 2128 | 2127 | 2071 | 2044 | 2117 | 2037 | 2050 | 2080 | 2110 | 2520 |

De afgenomen inwoneraantal in 2009 komt voornamelijk door een woonplaatswijziging.

## Trivia
- In Heijen is een recreatiepark gevestigd van Center Parcs, genaamd het Heijderbos.
- VV Heijen is de plaatselijke voetbalclub

## Nabijgelegen kernen
- Gennep, Ottersum, Siebengewald, Afferden, Hommersum (D)